# Dodge St. Regis
Dodge St. Regis (укр. Додж Сент-Регіс) — автомобіль, який виготовлявся і продавався підрозділом Dodge корпорації Chrysler в період з 1979 по 1981 рр. Отримавши свою назву від комплекту оздоблення Chrysler, Сент-Регіс служив заміною Dodge Monaco і займав нішу над Dodge Diplomat у модельній лінійці Dodge. На відміну від Монако та Дипломата, Сент-Регіс пропонувався виключно як седан із чотирма дверима.

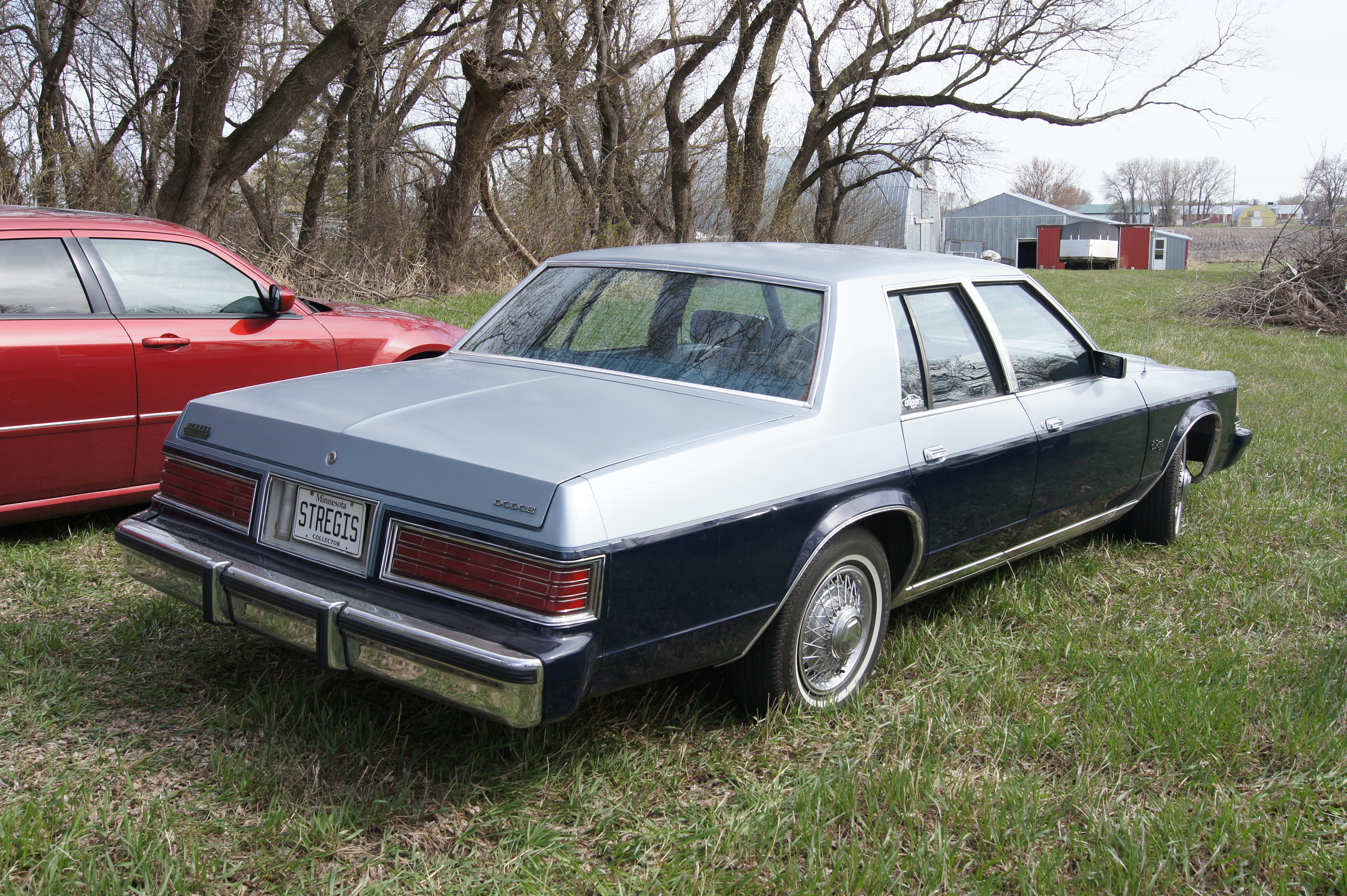

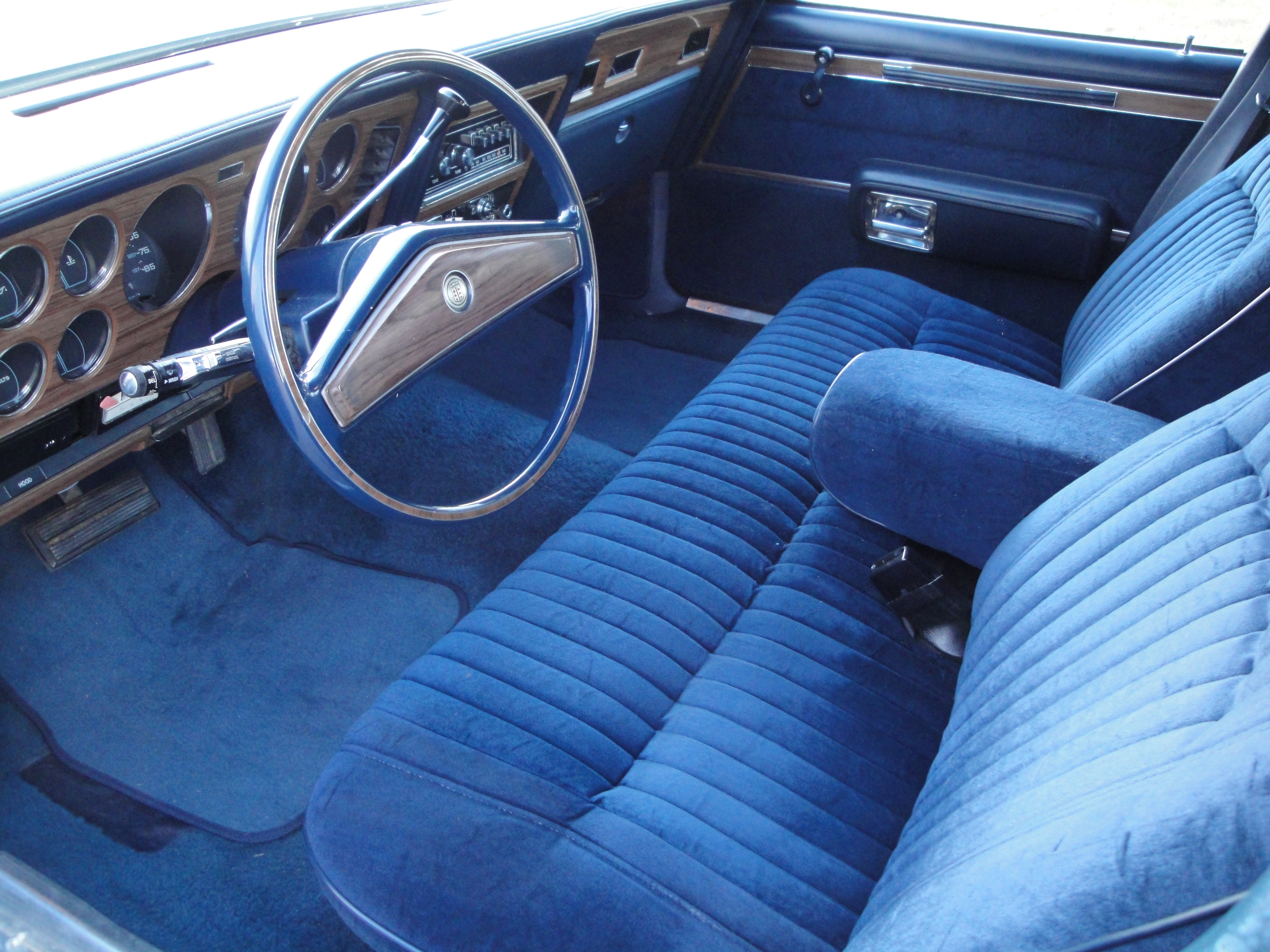

Позначивши перший приклад зменшення розміру автомобілів, Chrysler замінив St. Regis через три модельні роки, зробивши Diplomat найбільшою модельною лінією для 1982 модельного року.
Додж Сент-Регіс виготовлявся поряд з Chrysler Newport, Chrysler New Yorker і Plymouth Gran Fury на заводі Chrysler Lynch Road Assembly в Детройті, штат Мічиган, ставши останнім автомобілем виробленим на цьому заводі. Всього було виготовлено 64 502 екземпляри в однієї генерації.

## Двигуни
- 225 cu in (3.7 L) Slant 6 I6
- 318 cu in (5.2 L) LA V8
- 360 cu in (5.9 L) LA V8